# Associação Brasileira de Cidadania e Desenvolvimento 2022-2023
Questa voce raccoglie le informazioni riguardanti l'Associação Brasileira de Cidadania e Desenvolvimento nella stagione 2022-2023.

## Stagione
L'Associação Brasileira de Cidadania e Desenvolvimento utilizza la denominazione sponsorizzata Café Vasconcelos/Imepac/Aracoop/Araguari nella stagione 2022-23.
Partecipa per la prima volta alla Superliga Série A, classificandosi al nono posto al termine della regular season. In Coppa del Brasile, invece, perde ai quarti di finale contro il Sada, chiudendo il torneo con un ottavo posto finale.
In ambito locale è di scena al Campionato Mineiro, uscendo sconfitte in semifinale contro il Minas e nella finale per il terzo posto contro l'APAN. Viene inoltre scelto come organizzatore del campionato sudamericano, spingendosi fino alle semifinali, sconfitto dal Sada, prima di aggiudicarsi la finale per il terzo posto contro gli argentini del Ciudad.

## Organigramma societario
Area direttiva
- Presidente: André Gomes

Area tecnica
- Allenatore: Luis da Silva
- Assistente allenatore: Ricardo Murbach

## Rosa
| N° | Nome               | Ruolo | Data di nascita   | Nazionalità sportiva |
| -- | ------------------ | ----- | ----------------- | -------------------- |
| 1  | Pedro Sousa        | P     | 6 agosto 2004     | Brasile              |
| 2  | Matias Provensi    | S     | 26 marzo 2001     | Brasile              |
| 3  | Álvaro Barbosa     | C     | 5 aprile 2000     | Brasile              |
| 4  | Maxillam Lima      | S     | 22 luglio 1996    | Brasile              |
| 6  | Guilherme Rech     | C     | 5 gennaio 2001    | Brasile              |
| 7  | Guilherme Santana  | O     | 27 gennaio 2002   | Brasile              |
| 8  | Pietro Santos      | C     | 18 giugno 2001    | Brasile              |
| 9  | Bruno Temponi      | P     | 11 febbraio 1986  | Brasile              |
| 10 | Maicon dos Santos  | S     | 27 aprile 2004    | Brasile              |
| 11 | Alejandro González | O     | 12 marzo 2003     | Cuba                 |
| 12 | Eduardo Pires      | C     | 11 marzo 2001     | Brasile              |
| 14 | Rafael Martins     | C     | 10 febbraio 1991  | Brasile              |
| 15 | Pedro Tomasi       | L     | 12 gennaio 2001   | Brasile              |
| 16 | Gabriel Fogaça     | P     | 24 novembre 2003  | Brasile              |
| 17 | Lucas Silva        | L     | 28 settembre 1999 | Brasile              |
| 18 | Bruno Alves        | P     | 18 maggio 1989    | Brasile              |
| 20 | Gabriel Ostapechen | S     | 10 gennaio 2003   | Brasile              |

## Statistiche

### Statistiche di squadra
| Competizione            | Punti | In casa | In casa | In casa | In trasferta | In trasferta | In trasferta | Totale | Totale | Totale |
| Competizione            | Punti | G       | V       | P       | G            | V            | P            | G      | V      | P      |
| ----------------------- | ----- | ------- | ------- | ------- | ------------ | ------------ | ------------ | ------ | ------ | ------ |
| Superliga Série A       | 26    | 11      | 6       | 5       | 11           | 3            | 8            | 22     | 9      | 13     |
| Coppa del Brasile       | -     | 0       | 0       | 0       | 1            | 0            | 1            | 1      | 0      | 1      |
| Campionato sudamericano | 3     | -       | -       | -       | -            | -            | -            | 4      | 2      | 2      |
| Totale                  | -     | 11      | 6       | 5       | 12           | 3            | 9            | 27     | 11     | 16     |

### Statistiche dei giocatori
| Giocatore     | Superliga Série A | Superliga Série A | Superliga Série A | Superliga Série A | Superliga Série A | Campionato sudamericano | Campionato sudamericano | Campionato sudamericano | Campionato sudamericano | Campionato sudamericano |
| Giocatore     | P                 | PT                | AV                | MV                | BV                | P                       | PT                      | AV                      | MV                      | BV                      |
| ------------- | ----------------- | ----------------- | ----------------- | ----------------- | ----------------- | ----------------------- | ----------------------- | ----------------------- | ----------------------- | ----------------------- |
| B. Alves      | 22                | 55                | 25                | 15                | 15                | 4                       | 11                      | 6                       | 3                       | 2                       |
| Á. Barbosa    | 22                | 176               | 120               | 48                | 8                 | 4                       | 39                      | 27                      | 10                      | 2                       |
| M. dos Santos | 21                | 218               | 189               | 19                | 10                | 4                       | 32                      | 29                      | 2                       | 1                       |
| G. Fogaça     | 0                 | 0                 | 0                 | 0                 | 0                 | -                       | -                       | -                       | -                       | -                       |
| A. González   | 18                | 166               | 139               | 24                | 3                 | 4                       | 18                      | 13                      | 2                       | 3                       |
| M. Lima       | 4                 | 14                | 13                | 1                 | 0                 | 3                       | 7                       | 7                       | 0                       | 0                       |
| R. Martins    | 10                | 11                | 9                 | 1                 | 1                 | 4                       | 23                      | 15                      | 6                       | 2                       |
| G. Ostapechen | 0                 | 0                 | 0                 | 0                 | 0                 | -                       | -                       | -                       | -                       | -                       |
| E. Pires      | 4                 | 4                 | 1                 | 3                 | 0                 | 4                       | 3                       | 1                       | 0                       | 2                       |
| M. Provensi   | 13                | 57                | 47                | 5                 | 5                 | 4                       | 11                      | 9                       | 1                       | 1                       |
| G. Rech       | 8                 | 17                | 8                 | 9                 | 0                 | -                       | -                       | -                       | -                       | -                       |
| G. Santana    | 21                | 194               | 173               | 14                | 7                 | 3                       | 44                      | 40                      | 4                       | 0                       |
| P. Santos     | 20                | 175               | 117               | 50                | 8                 | 0                       | 0                       | 0                       | 0                       | 0                       |
| L. Silva      | 6                 | 0                 | 0                 | 0                 | 0                 | 2                       | 0                       | 0                       | 0                       | 0                       |
| P. Sousa      | 20                | 4                 | 1                 | 1                 | 2                 | 4                       | 2                       | 0                       | 1                       | 1                       |
| B. Temponi    | 21                | 187               | 164               | 17                | 6                 | 3                       | 33                      | 29                      | 4                       | 0                       |
| P. Tomasi     | 22                | 0                 | 0                 | 0                 | 0                 | 4                       | 0                       | 0                       | 0                       | 0                       |

P = presenze; PT = punti totali; AV = attacchi vincenti; MV = muri vincenti; BV = battute vincenti

NB: Non sono disponibili i dati relativi alla Coppa del Brasile e, di conseguenza, quelli totali.